# Chromatoiulus kochii
Chromatoiulus kochii är en mångfotingart som beskrevs av Karl Wilhelm Verhoeff. Chromatoiulus kochii ingår i släktet Chromatoiulus och familjen kejsardubbelfotingar. Inga underarter finns listade i Catalogue of Life.